# Полоз Шмідта
Полоз Шмідта (Dolichophis schmidti) — неотруйна змія з роду Dolichophis (Полоз-доліхофіс) родини Полозові (Colubridae). Інша назва «червоночеревий полоз».

## Опис
Загальна довжина досягає 130—170 см. Зовні схожий на жовточеревого полоза. Ростральна частина морди закруглена. Черевні щитки зі слабко кілеватістю, яка утворює з боків тіла поздовжнє ребро. Луска тулуба гладенька, на кожні є 2 апікальні пори. Черевних щитків — 190-212, підхвостових - 86-107 пар. Анальний щиток розділений. 
Забарвлення верхньої сторони тіла світле сіро-коричневе або червонувате, червоне, горло й верхньогубні щитки червоні. Краї черевних щитків у дрібних цятках. Колір оболонки очей червоний. Черево коливається від червонувато-жовтого до коралово-червоного. 

## Спосіб життя
Полюбляє гірські, рівнинні місцини, долини річок, чагарникову рослинність, нагірний степ, арчевники, плодові сади. Зустрічається на висоті 1000-1500 м над рівнем моря. Активний вдень. Дуже агресивна змія, з гучним шипінням кидається на переслідувача. Харчується ящірками, птахами, гризунами, іноді зміями. Виходить з зимувальних сховищ на початку березня, активність триває до жовтня.
Це яйцекладна змія. Парування відбувається з середини квітня до середини травня. Самки відкладають яйця з середини червня до початку липня. Кладка складається з 5-11 яєць розміром 48-51х6-6,5 мм. Молоді полози довжиною тіла 337-339 мм з'являються наприкінці вересня. 

## Розповсюдження
Мешкає від центральної Анатолії (Туреччина) до Кавказу. Зустрічається у північному Ірані, Туркменістані, Йорданії. 